# شوایتزر اس-۳۰۰

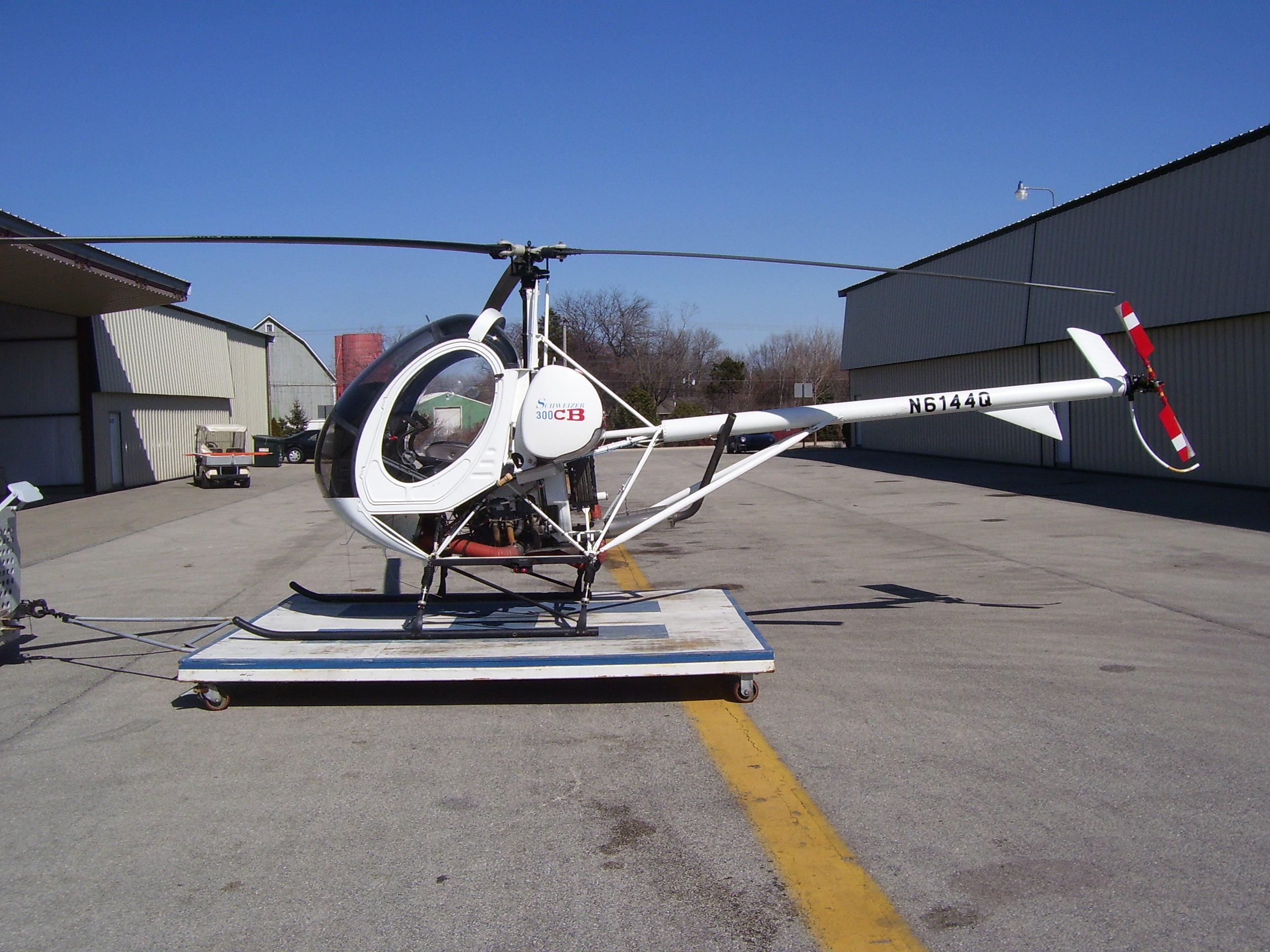
300CB

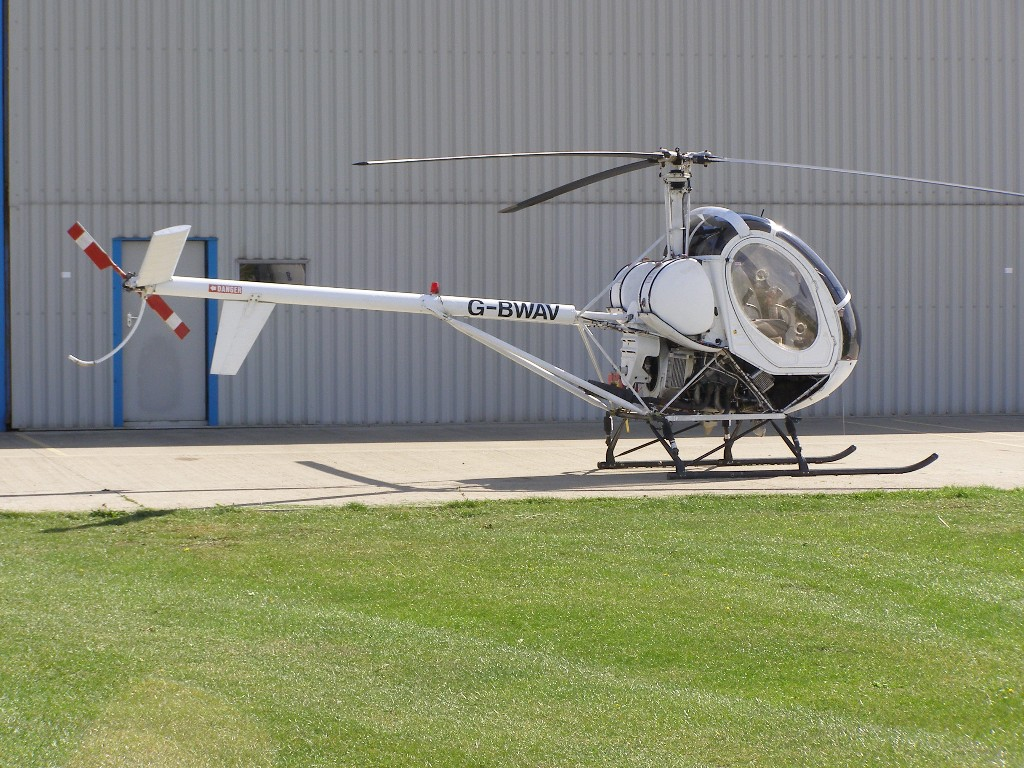
269C) 300C)

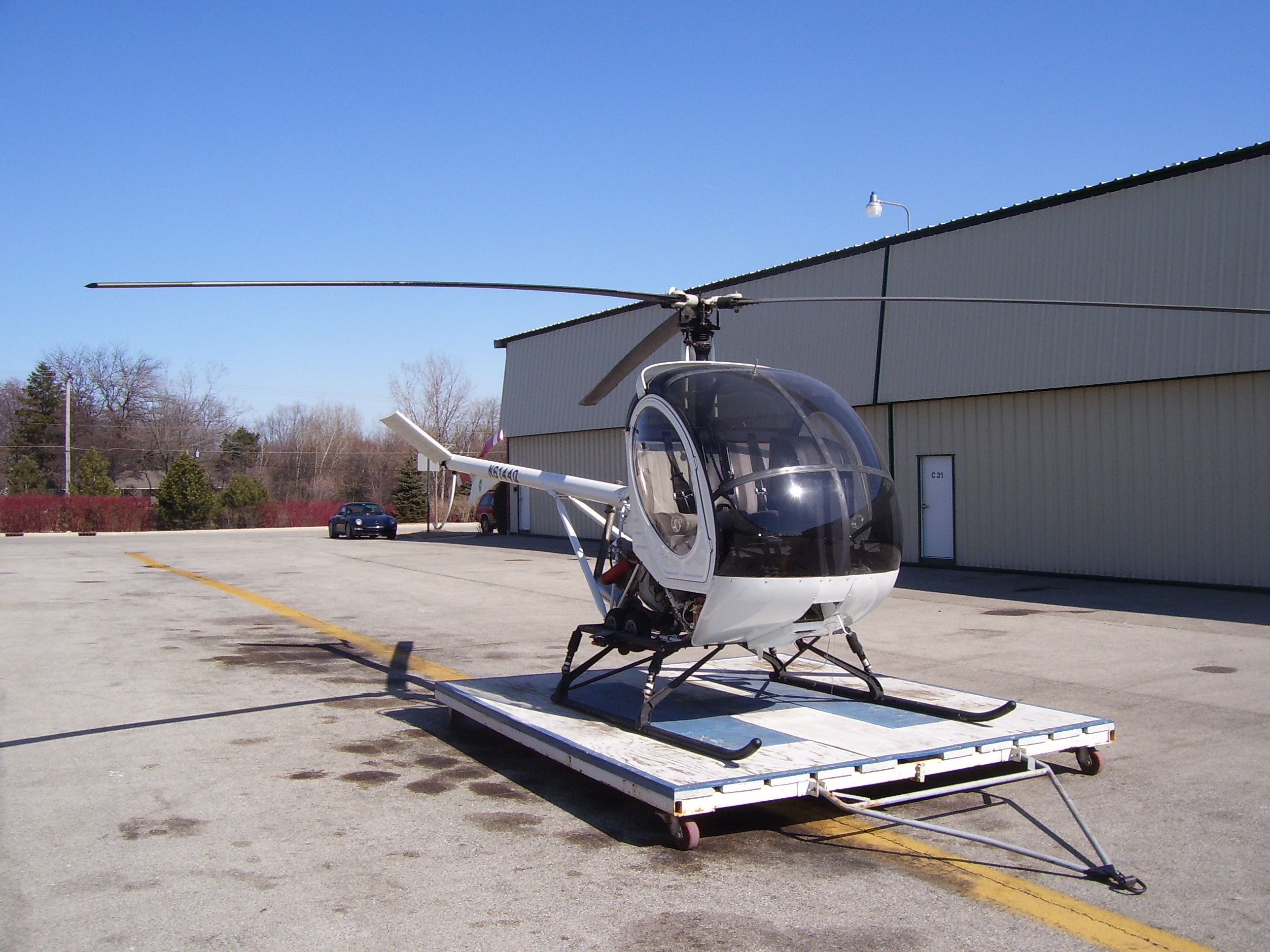
300CB

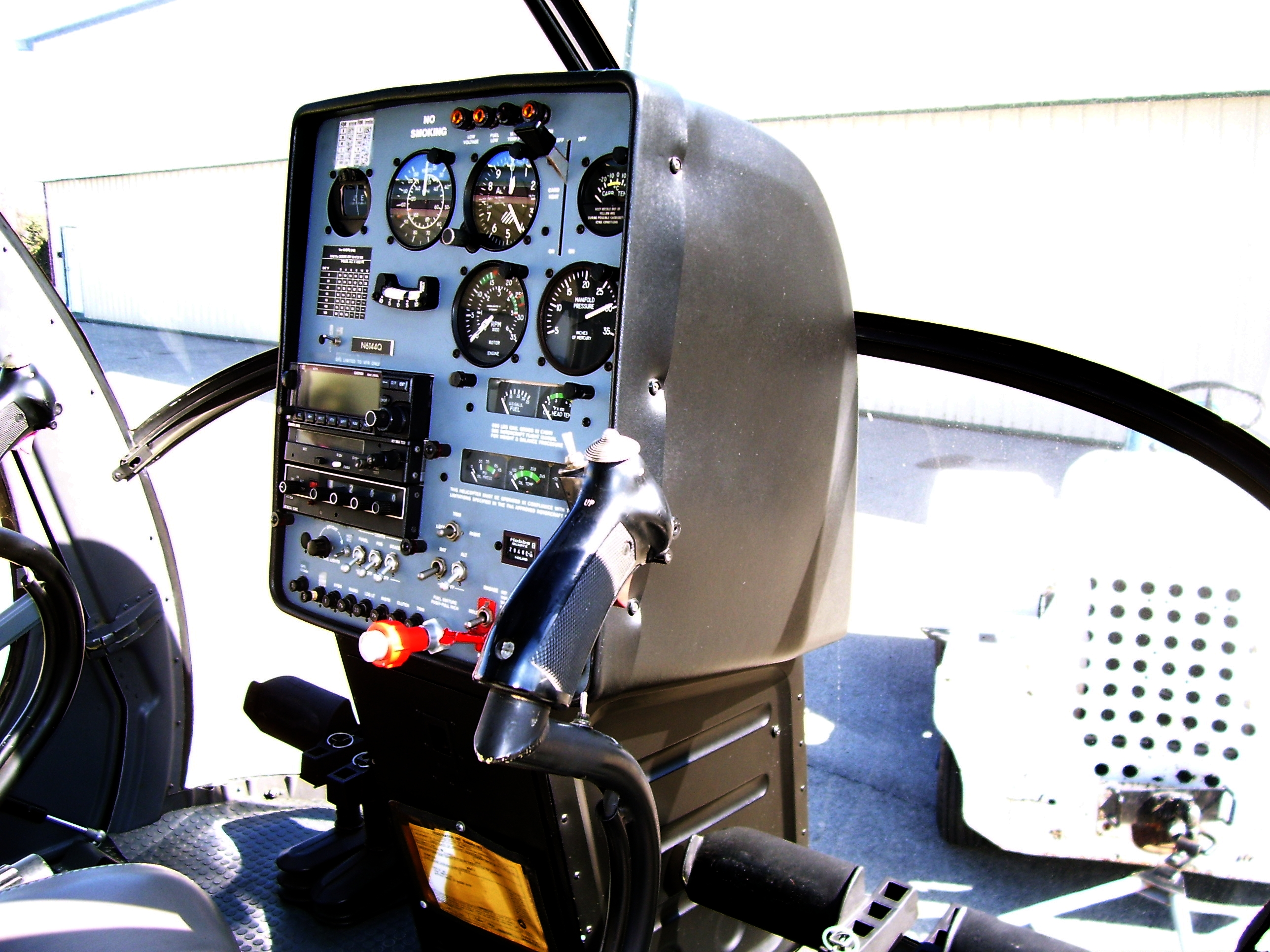
کابین 300CB

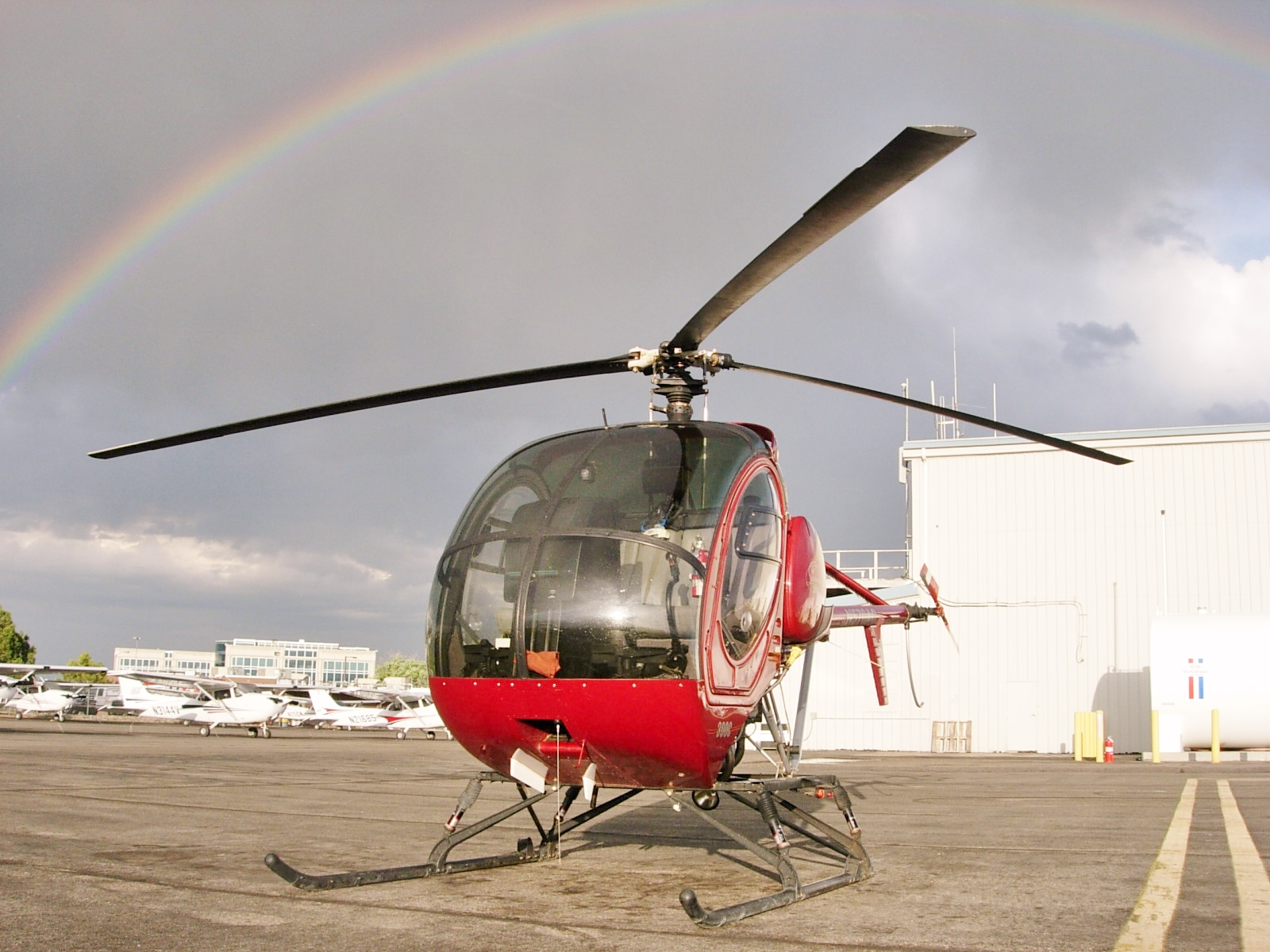
300C

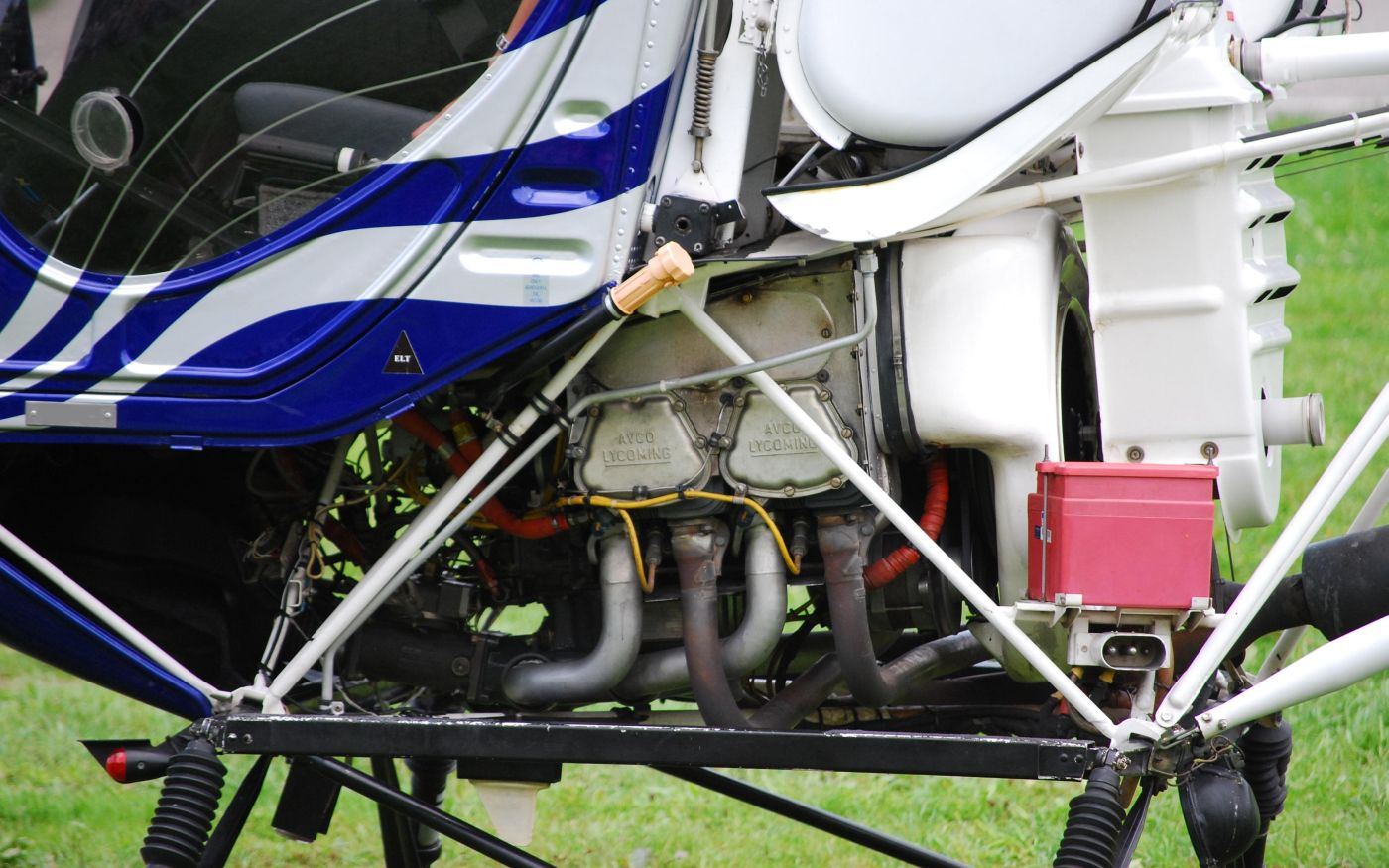
269C) 300C)

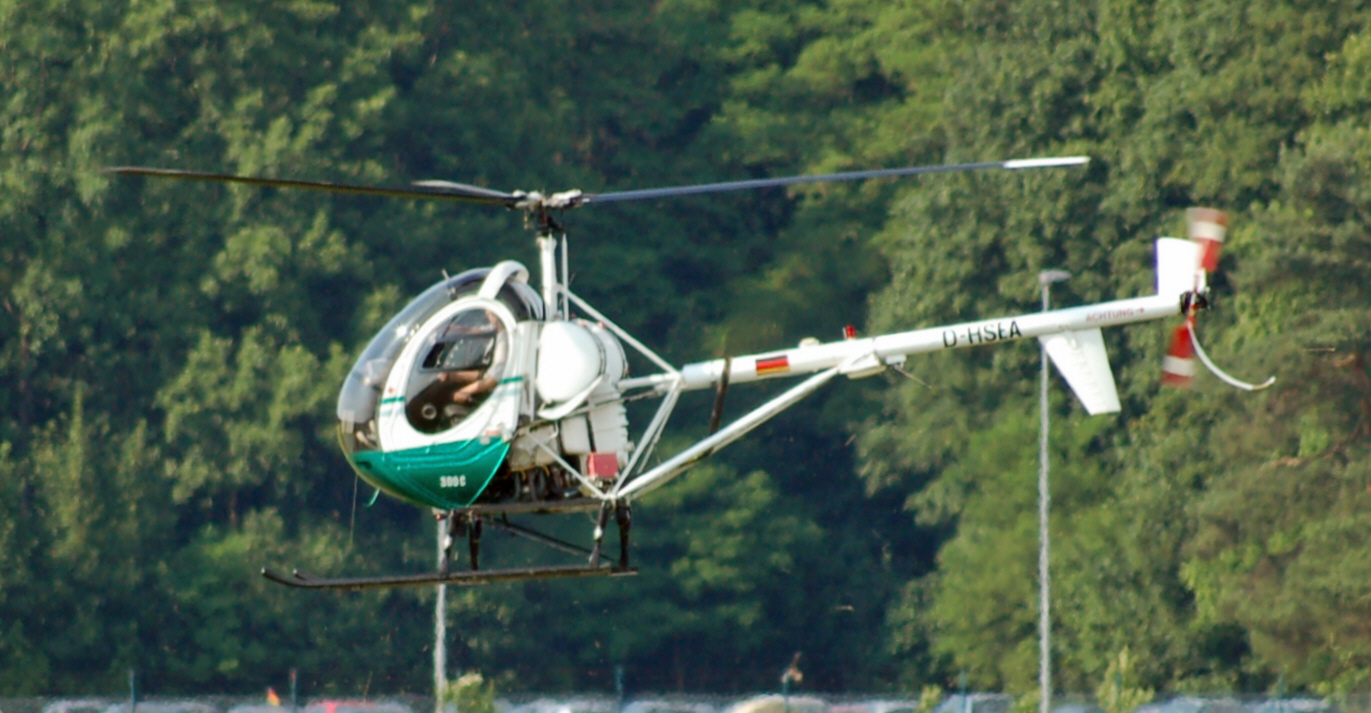
269C) 300C)

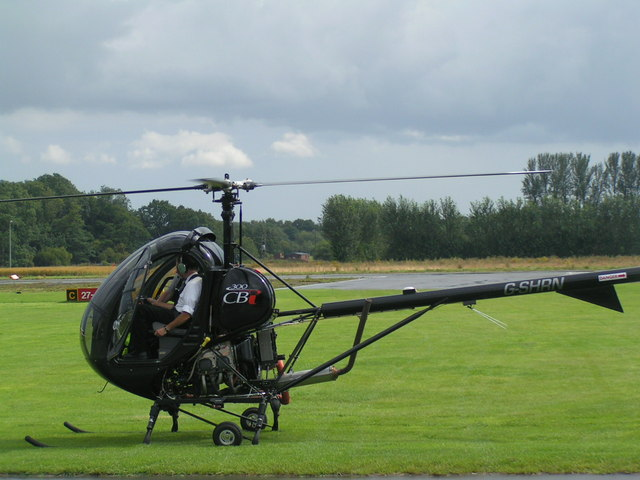
300CBi

شوایتزر اس-۳۰۰ (به انگلیسی: Schweizer S300) (در گذشته هیوز ۳۰۰ و شوایتزر ۳۰۰) یک خانواده از بالگردهای بسیار سبک است که برای نخستین بار به دست شرکت هیوز هلیکاپترز ساخته شد و هیوز ۲۶۹ نام داشت. سپس با عنوان شوایتزر اس-۳۰۰ در شرکت هواگردسازی شوایتزر و «شوایتزر آر-اس-جی» تولید شد که به مدت ۵۰ سال طراحی بدنهٔ آن بدون تغییر باقی مانده‌است. موتور پیستونی چهارسیلندر و هواخنک این محصول و همچنین ملخ سه‌تایی و روتور ارزان قیمت شوایتزر اس-۳۰۰ موجب شده که این محصول برای کار آموزش خلبانی و سمپاشی در امور کشاورزی گزینه بسیار مناسبی باشد. این محصول از دوام و کیفیت بالایی برخوردار است.

## پس‌زمینه
در سال ۱۹۵۵ شرکت هیوز پس از بررسی بازار به این نتیجه رسید که تقاضای زیادی برای یک بالگرد ارزان قیمت برای مصارف آموزشی و کشاورزی و تفریحی وجود دارد که دونفره و کم‌هزینه باشد. هیوز کار طراحی هیوز ۲۶۹ را در سال ۱۹۵۵ آغاز کرد و پیش‌نمونه‌ی آن در سال ۱۹۵۶ پرواز کرد؛ ولی قرار دادن محصول در خط تولید، تا سال ۱۹۶۰ به طول انجامید.
هیوز ۲۶۹ برای ارتش آمریکا نیز پیشنهاد شد و ارتش آن را تی‌اچ-۵۵ نام نهاد؛
در سال ۱۹۵۹ شرکت هیوز از اداره هوانوردی فدرال (FAA) مجوز تولید بالگرد ۲۶۹ برای امور غیرنظامی را دریافت کرد و خط تولید با نام 269A در سال ۱۹۶۱ راه‌اندازی شد. خط تولید بالگرد هیوز ۲۶۹ با میانگین ماهیانه ۲۰ فروند کار خود را با قدرت آغاز کرد و تا بهار سال ۱۹۶۴ توانست ۳۱۴ فروند تولید کند. بدین وسیله هیوز توانست با موفقیت بخش بزرگی از بازار بالگردهای غیرنظامی را از آن خود کند و بالگرد ۲۶۹ به محبوب‌ترین محصول برای امور کشاورزی، نظارت پلیس و موارد دیگر تبدیل شد.

## مدل ۳۰۰
در سال ۱۹۶۴ هیوز پروژه‌ای با نام 269B را در دست اجرا گذاشت و مدلی بزرگتر و سه‌سرنشین تولید کرد که با عنوان هیوز-۳۰۰ به بازار عرضه نمود. در همان سال شرکت هیوز مقاومت پروازی بالگرد خود را نشان داد که بالگرد ۲۶۹ موفق شد ۱۰۱ ساعت مداوت پروازی نشان دهد. به این منظور دو خلبان در حالت اثر زمین نزدیک به سطح زمین بالگرد را در حالت هاور نگه‌داشتند تا کار سوخت‌رسانی انجام شود. شرکت هیوز برای اینکه تضمین کند که تقلبی در کار نبوده، به زیر اسکیدهای بالگرد، تخم مرغ وصل کرد تا درصورت فرود آمدن و تقلب کردن در هنگام سوخت‌گیری تخم‌مرغها بشکنند.
در سال ۱۹۶۹ بهینه‌سازی هیوز ۳۰۰ همچنان ادامه پیدا کرد و مدل هیوز ۳۰۰C تولید شد که در سال ۱۹۷۰ مجوز و گواهی را دریافت کرد. این نسخه از یک موتور قوی‌تر لایکومینگ HIO-360-D1A با قدرت ۱۹۰ اسب بخار و روتور با قطر بیشتر بهره می‌برد که باعث شد بیشینهٔ وزن برخاست این بالگرد ۴۵درصد افزایش یابد و همچنین بازه زمان اورهال بهبود پیدا کند. شوایتزر اس-۳۰۰ درواقع همین مدل هیوز ۳۰۰C بود که شرکت شوایتزر در سال ۱۹۸۳ تحت لیسانس شرکت هیوز اقدام به تولید آن نمود.

شرکت هیوز در سال ۱۹۸۴ منحل شد و شرکت مک‌دانل داگلاس سهام آن را خریداری کرد. دو سال بعد از این رویداد در سال ۱۹۸۶ شرکت شوایتزر کلیهٔ حق تولید بالگرد هیوز ۳۰۰ را از مک‌دانل داگلاس خریداری نمود. از آن زمان به بعد طراحی هیوز۳۰۰سی بدون تغییر باقی ماند ولی شرکت شوایتزر ۲۵۰ بهینه‌سازی جزئی در آن ایجاد نمود. در سال ۲۰۰۴ میلادی شرکت شوایتزر نیز به دست سیکورسکی خریداری شد و از آنجایی که سیکورسکی یک بالگردساز کارکشته در زمینه بالگردهای متوسط و سنگین ترابری است، بالگرد اس-۳۰۰ توانست خلاء بالگردهای سبک در شرکت سیکورسکی را پر کند.
در سال ۲۰۰۹ میلادی نام «شوایتزر اس-۳۰۰-سی» به سیکورسکی اس-۳۰۰-سی تغییر کرد.
از آنجایی که شرکت سیکورسکی یک بالگردساز پردرآمد بود و محصولاتش ارزش میلیون دلاری داشتند، علاقه‌ای به توسعه و نگه‌داشتن خط تولید بالگرد اس-۳۰۰ نداشت و این محصول در آستانهٔ نابودی قرار گرفت؛ بنابراین مجوز تولید بالگرد اس-۳۰۰ به یک شرکت نوپا به نام شوایتزر «آر-اس-جی» فروخته شد که در شهر فورت ورث ایالت تگزاس قرار دارد. این شرکت نوپا مسئولیت تأمین قطعات بالگرد هیوز-۳۰۰ (شوایتزر۳۰۰/سیکورسکی۳۰۰) را برعهده دارد و خط تولید مدل ۳۰۰ را حفظ نموده که امروزه در فرودگاه بین‌المللی فوت ورث میچام تولید می‌گردد. در این تیم صنعتی، مهندسان قدیمی و کارکشتهٔ شرکت شوایتزر همانند دیوید هورتون و مایک آیوِن حضور پیدا کردند تا از نابود شدن میراث اس-۳۰۰ جلوگیری کنند.

## بهبودها
در طول ۵۰ سال تولید اس-۳۰۰ و هیوز ۲۶۹ در مجموع بیش از ۳۰۰۰ فروند از این بالگرد برای مصارف نظامی و غیرنظامی تولید شد. شرکت شوایتزر با اضافه کردن یک موتور جت توربوشفت و ایجاد تغییرات در بدنهٔ اس-۳۰۰ این محصول را به اس-۳۳۰ تبدیل کرد که پس از مدتی بهینه‌سازی با نام اس-۳۳۳ معرفی شد که قدرت بالاتری ارائه می‌نمود.

در سالهای اخیر بروزرسانی‌هایی بر روی کابین خلبان اس-۳۰۰ انجام شد و نمایشگرهای ساخت شرگت گارمین، جی‌پی‌اس، سامانه‌های الکترونیکی نوین و نشانگر ارتفاع‌سنج به بالگرد اضافه شد.

## طراحی
هیوز ۲۶۹ با یک روتور سه ملخهٔ با آرایش تمام لولایی و راست‌گرد ارائه شده و ملخ دم آن نیز دو تیغه ساخته شده‌است که این ویژگی در تمامی محصولات مشابه کاملاً یکسان و ثابت است. همچنین دارای اسکیدهای کمک‌فنردار و جاذب ضربه می‌باشد. در بالگرد ۲۶۹ ابزارهای کنترلی مستقیم به چرخ‌دنده‌ها اتصال داردند و خبری از سامانهٔ هیدرولیکی نبوده‌است.

## گونه‌ها

### 269C (مدل 300C)
این مدل دارای یک موتور ۱۹۰ اسب بخاری Lycoming HIO-360-D1A است که روتور آن قطر بیشتری دارد. این موتور ۴۵ درصد توان بالاتری نسبت به مدلهای اولیه یعنی 269A و 269B دارد. این مدل بود که با برای جلب مشتری با عنوان هیوز 300C و سپس شوایتزر 300C به بازار عرضه شد.

### SKY KNIGHT) 300CB)
این مدل که ملقب به اسکای نایت (شوالیهٔ شب) است برای مأموریت‌های گشت پلیس شخصی‌سازی شد. شرکت با استفاده از انبار اگزوز پیشرفته و مواد جاذب صدا توانست میزان نویز تولید شده از این بالگرد را ۷۵درصد نسبت به نمونه‌های غیرنظامی کاهش دهد.

### 300CB
مدل سی‌بی نخستین نمونه کامل تولید شده به دست شوایتزر است که از یک موتور تکسترون لایکومینگ HO-360-C1A با قدرت ۱۸۰ اسب بخار بهره می‌برد. سی‌بی نخستین بار در سال ۱۹۹۳ پرواز کرد و مجوز را در سال ۱۹۹۵ از FAA دریافت نمود. این بالگرد منحصراً برای آموزش خلبانی ساخته شده‌است؛ گرچه توان باربری و عملیات ویژه را هم دارد.

### 300CBi
نسخه انژکتوری CB است. به دلیل مشکلات 300CB که کاربراتور آن در هوای سرد یخ می‌زد و بالگرد را ناتوان می‌کرد، انژکتور برای آن درنظر گرفته شد. این مدل انژکتوری همچنین دارای سامانهٔ هشدار پایین آمدن دور موتور، اتصال خودکار روتور به موتور در زمان استارت و سامانه محدودکنندهٔ قدرت به منظور محافظت از موتور و قطعات دربرابر بیش‌کاری است.

## کاربران
آرژانتین (گارد ساحلی)
 برزیل (پلیس ریو دو ژانیرو)
 کلمبیا (نیروی هوایی)
 السالوادور (نیروی هوایی)
 یونان (ارتش)
 اندونزی (ارتش)
 پاکستان (ارتش)
الگو:Thi (ارتش)
 ترکیه (ارتش)
 ایالات متحده آمریکا (شهربانی لس آنجلس)

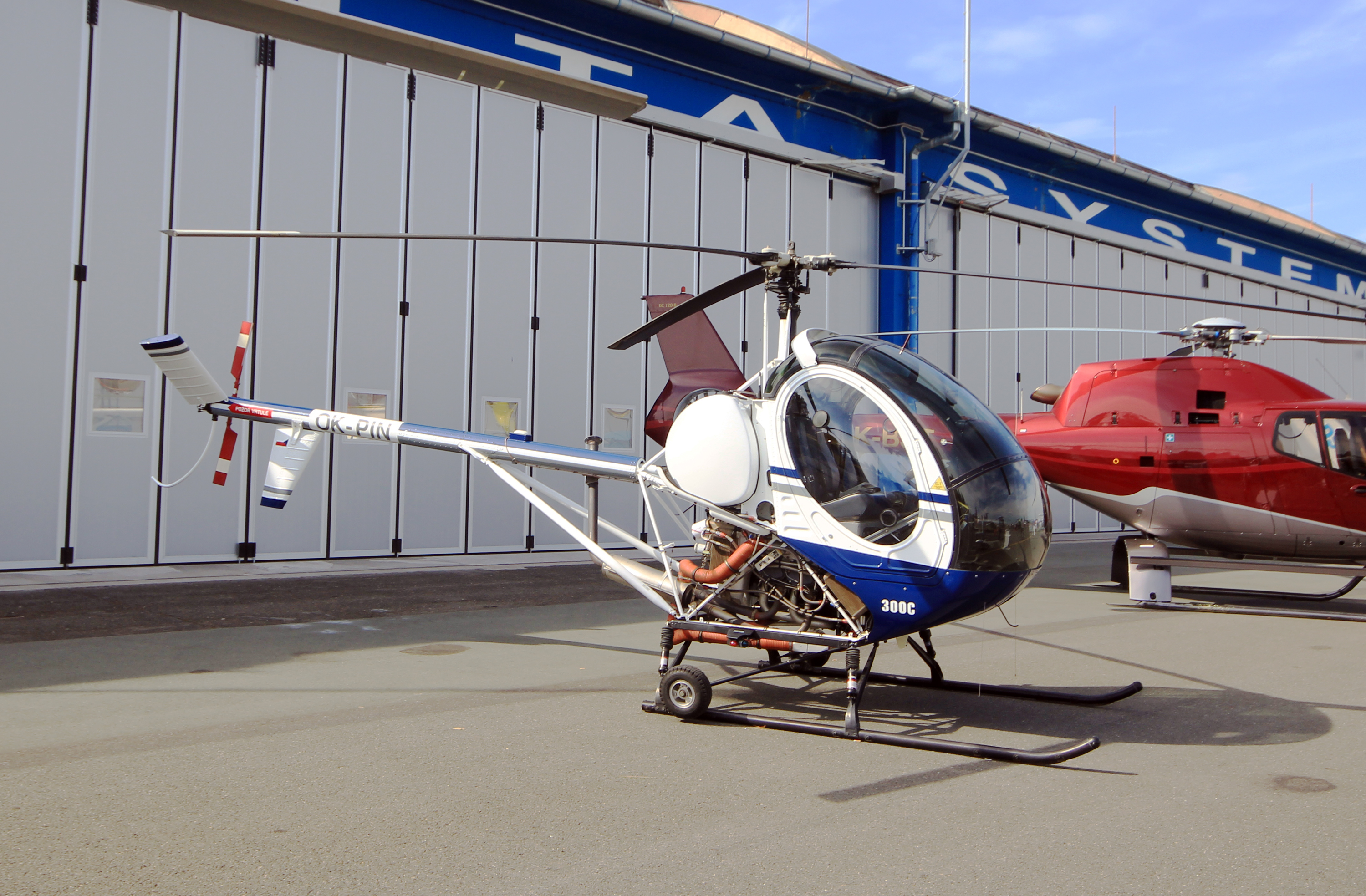
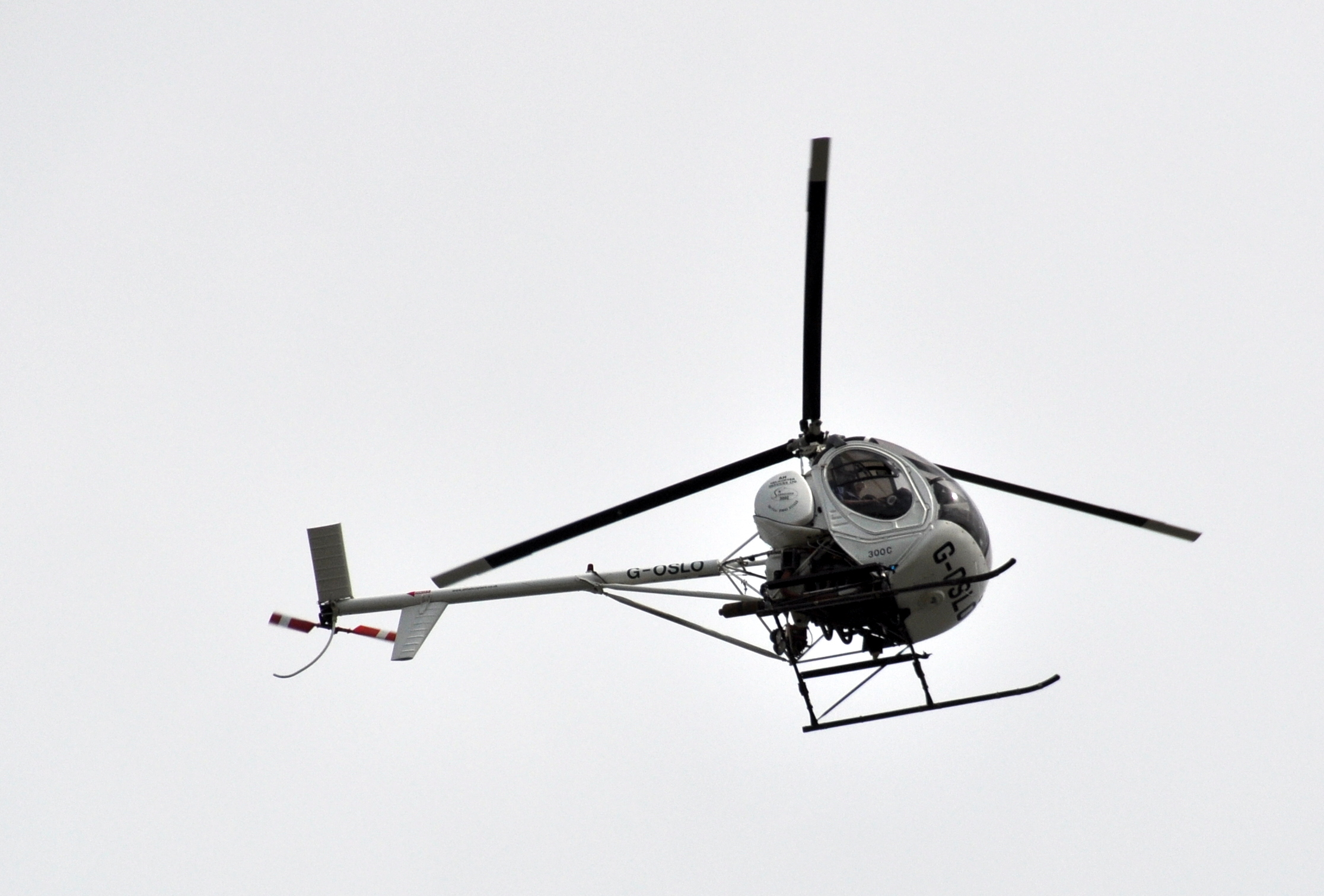
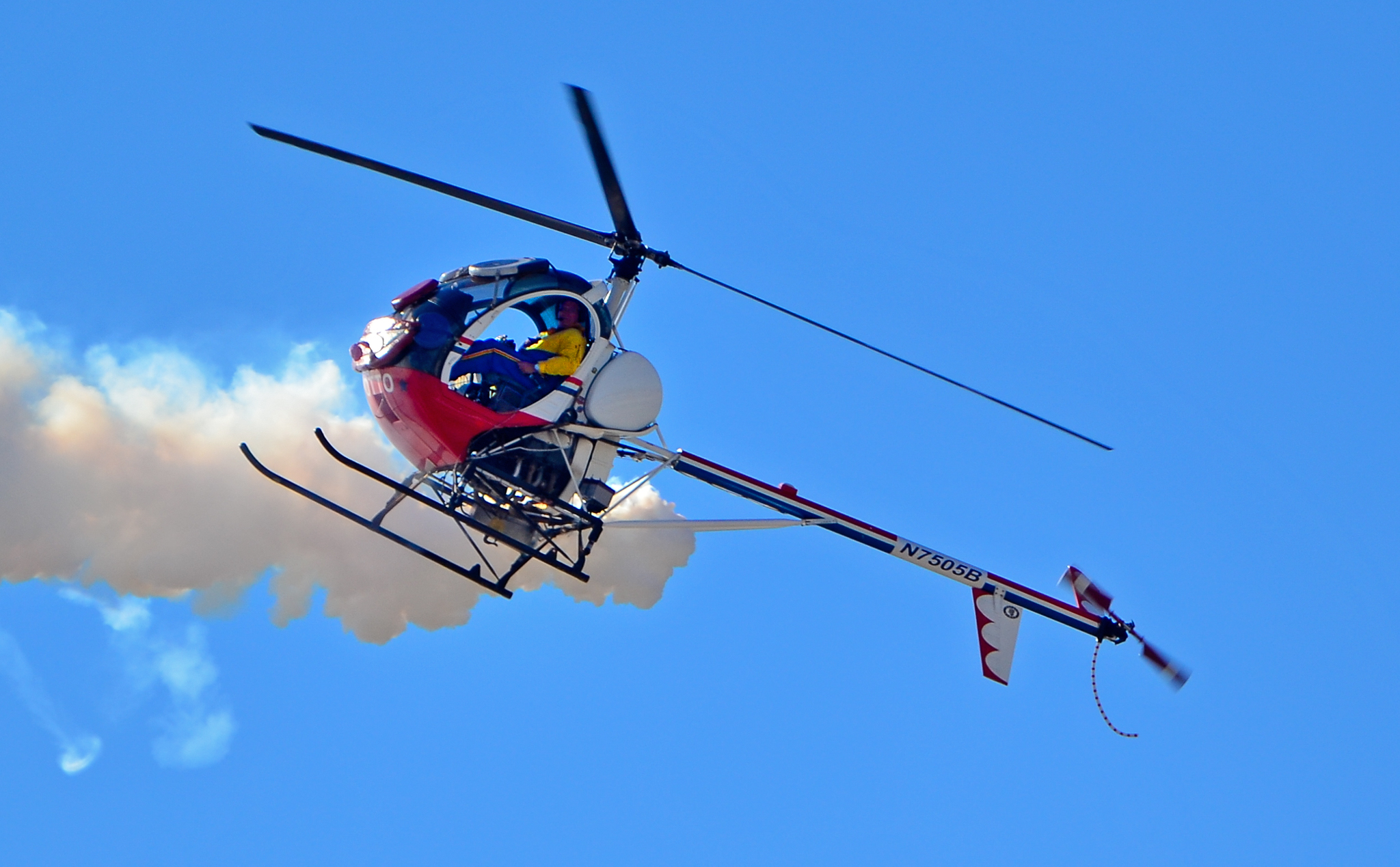
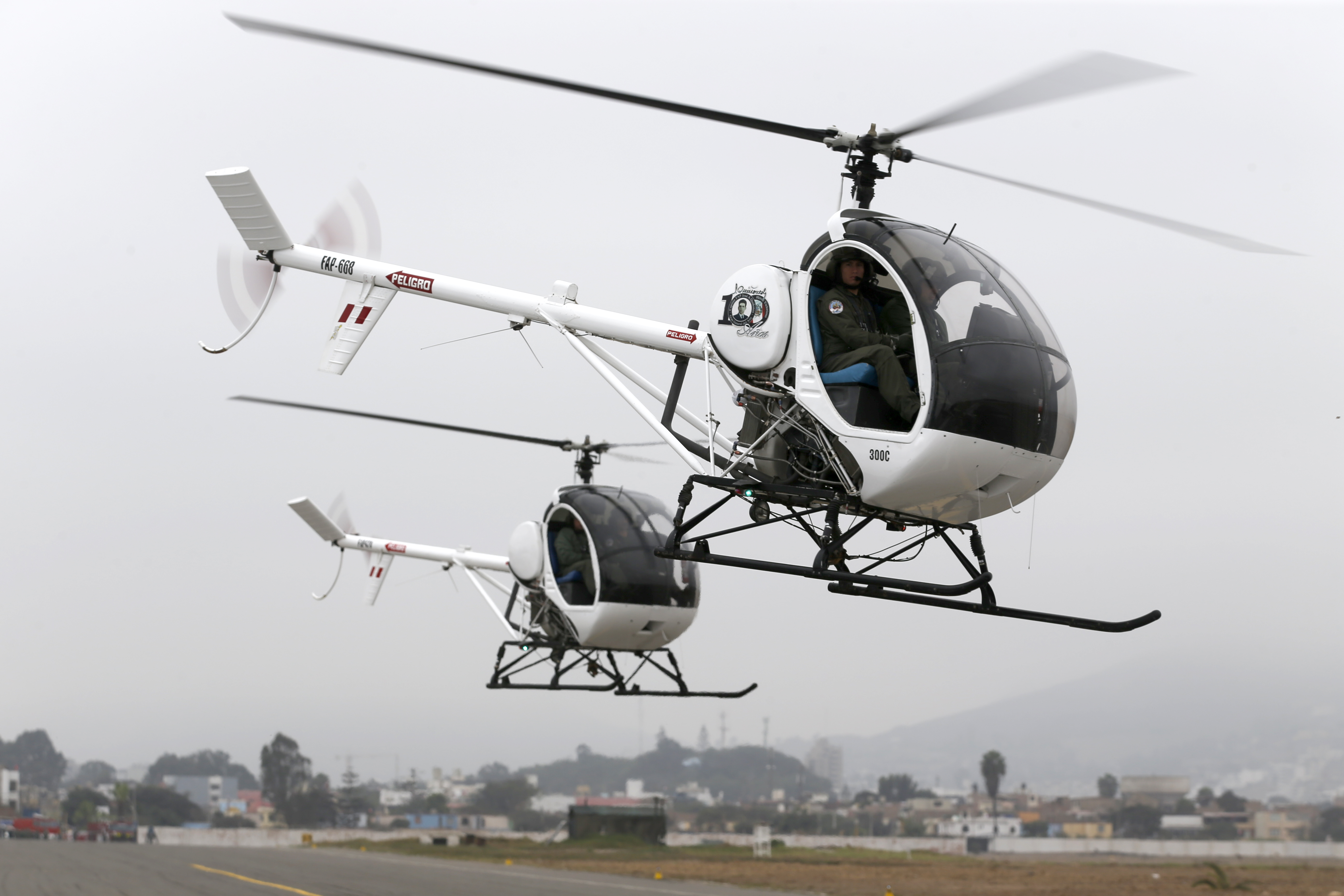
نیروی هوایی پرو
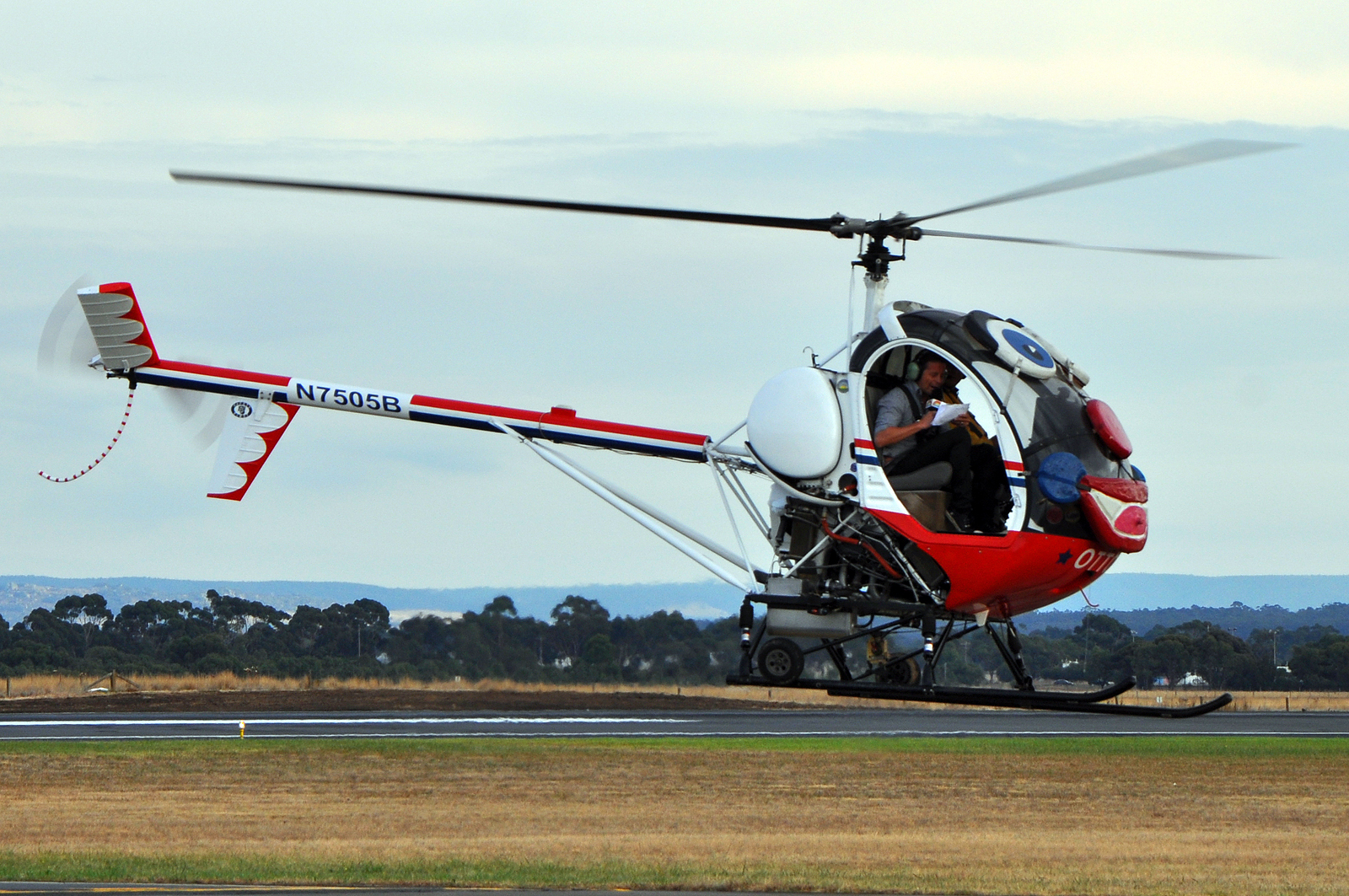
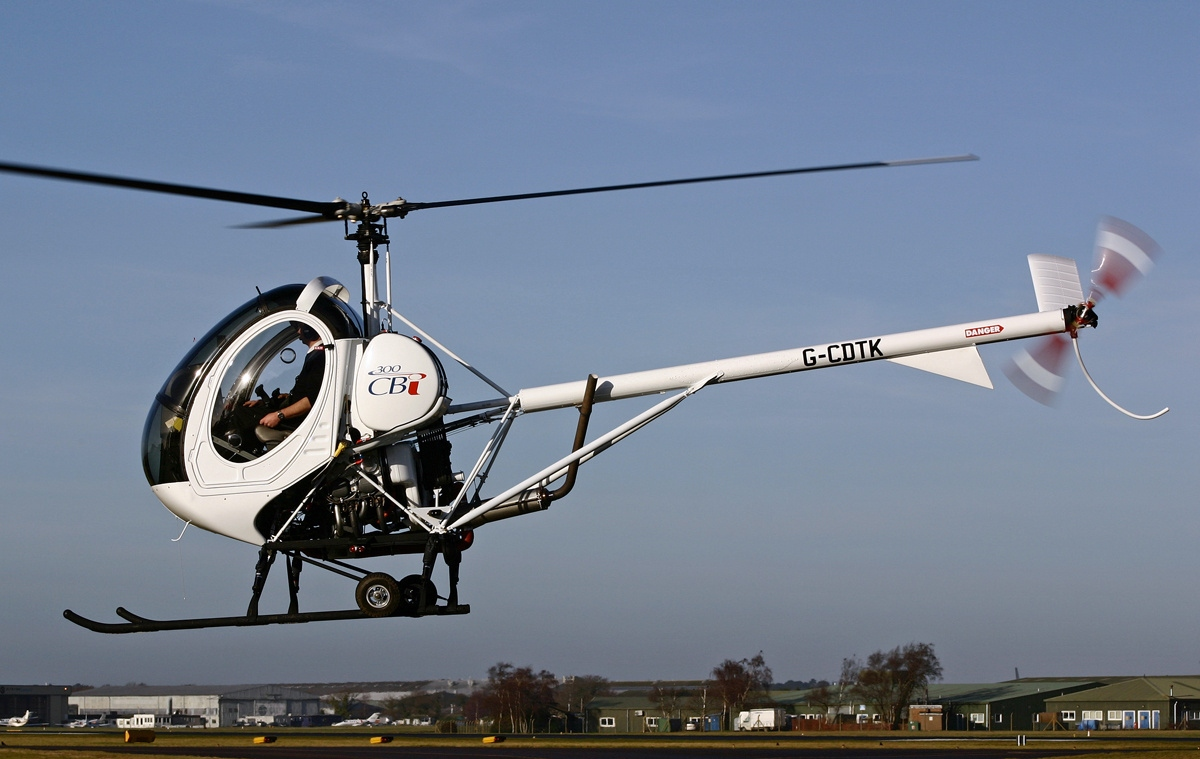
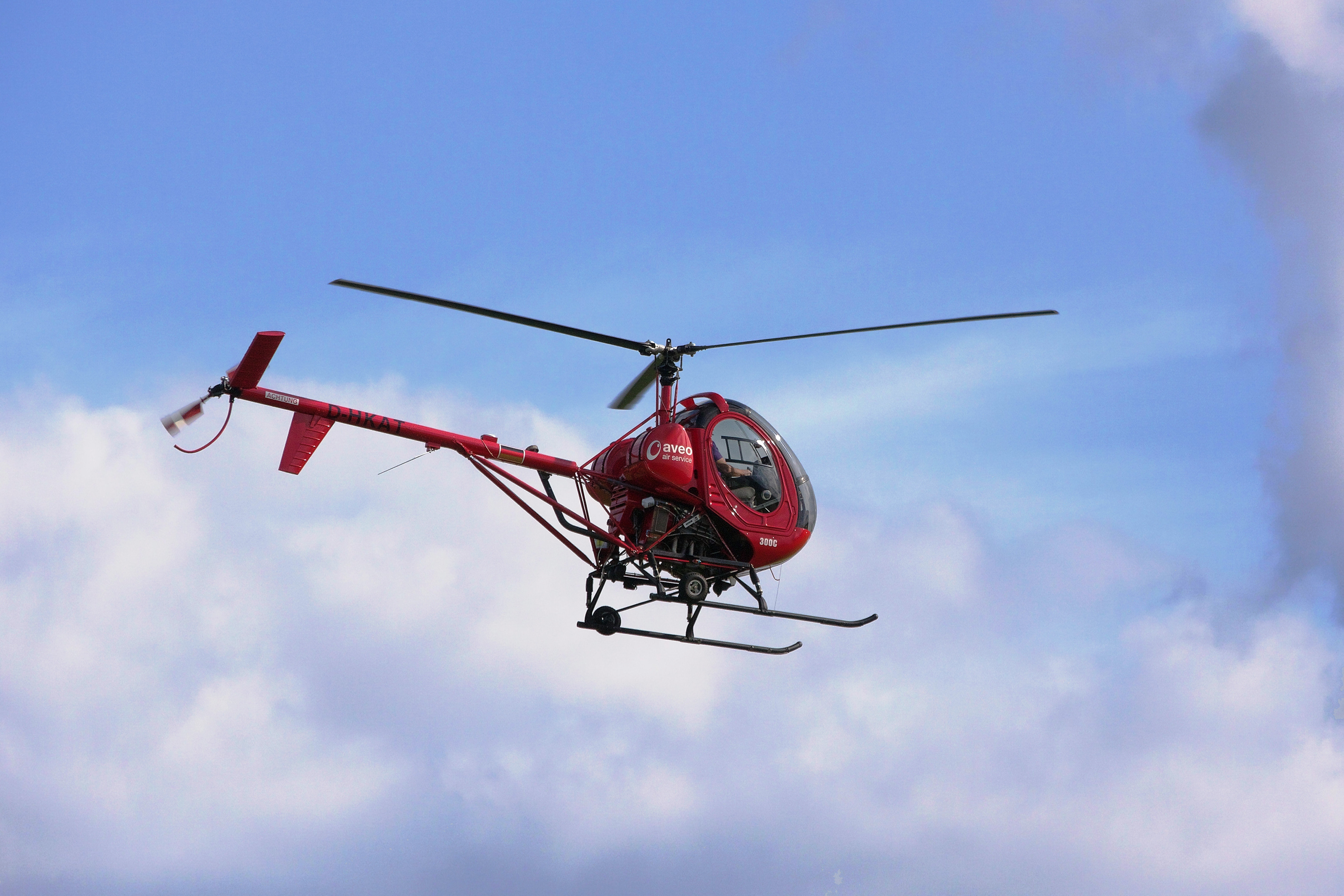
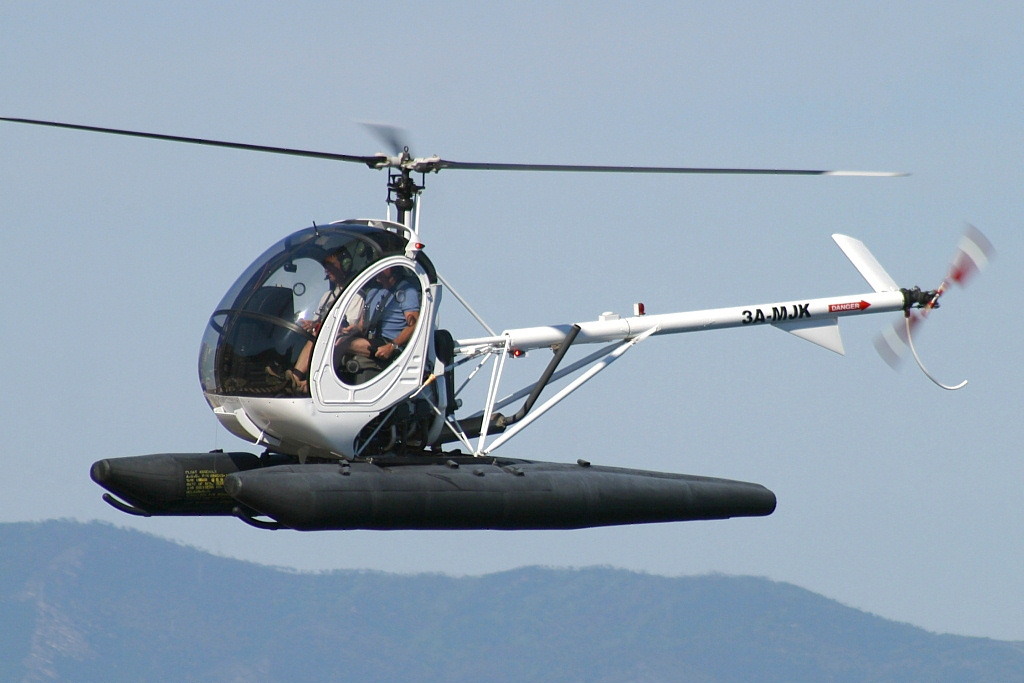
اس-۳۰۰ با شناور به جای تیرک فرود

## مشخصات
منبع اطلاعات International Directiory of Civil Aircraft
مشخصات عمومی
- خدمه: ۱ خلبان
- گنجایش:  ۲ سرنشین
- طول:  (9.4 m)
- قطر پروانه بالگرد:  (8.2 m)
- ارتفاع:  (2.7 m)
- دیسک: مساحت 565 ft2 (52.8 m2)
- پیشرانه هواگرد: ۱× Textron Lycoming HIO-360-D1A چهارسیلندر افقی, ۱۹۰ اسب بخار (۱۴۱ kW)  هرکدام

 عملکرد 
- سرعت بیشینه: ۹۵ kn (۱۰۹ mph, 176 km/h)
- سرعت پیمایش: ۸۶ kn (۹۹ mph, 159 km/h)
- برد: 195 nmi, 360 km (۲۰۴ miles)
- نرخ اوج‌گیری: ۷۵۰ ft/min (3.82 m/s)